# ستة أيام، سبعة ليالي
ستة أيام، سبع لَيَالٍ (بالإنجليزية: Six Days, Seven Nights)‏ فيلم مغامرات كوميدي صدر عام 1998، من إخراج آيفان ريتمان وبطولة هاريسون فورد وآن هاش. السيناريو من تأليف مايكل براونينغ. مشاهد الفيلم صُورت في جزيرة كاواي وصدر بتاريخ 12 يونيو 1998.

## روابط خارجية
- ستة أيام، سبعة ليالي على موقع IMDb (الإنجليزية)
- ستة أيام، سبعة ليالي على موقع ميتاكريتيك (الإنجليزية)
- ستة أيام، سبعة ليالي على موقع روتن توميتوز (الإنجليزية)
- ستة أيام، سبعة ليالي على موقع نتفليكس (الإنجليزية)
- ستة أيام، سبعة ليالي على موقع قاعدة بيانات الأفلام العربية
- ستة أيام، سبعة ليالي على موقع ألو سيني (الفرنسية)
- ستة أيام، سبعة ليالي على موقع Turner Classic Movies (الإنجليزية)
- ستة أيام، سبعة ليالي على موقع أول موفي (الإنجليزية)
- ستة أيام، سبعة ليالي على موقع بوكس أوفيس موجو (الإنجليزية)
- ستة أيام، سبعة ليالي على موقع فيلمافينيتي (الإسبانية)